# Seduction of the Innocent
Seduction of the Innocent est un livre du psychiatre américain Fredric Wertham paru en 1954. L'auteur y critique les comics comme une mauvaise influence s'exerçant sur la jeunesse.

## Contexte
Cet essai a été publié dans un contexte spécifique : dix ans après la fin de la Seconde Guerre mondiale, on assiste partout en Occident à une tentative de reprise en main de la jeunesse au nom de la morale et des bonnes mœurs. Sont ciblés ici les bandes dessinées qui, selon l'auteur, influenceraient les comportements des jeunes lecteurs de façon négative — au sens où ces illustrés les rendraient plus violents, pervers, etc.
Si des études ultérieures ont cherché à contester cette analyse, l'essai a néanmoins rencontré un vif succès.